# Arkadak
Arkadak (rusky Аркада́к) je město v Saratovské oblasti v Rusku. K roku 2010 mělo bezmála třináct tisíc obyvatel.

## Poloha a doprava
Arkadak leží v Oksko-donské rovině na řece Velký Arkadak blízko jejího ústí do Chopjoru, levého přítoku Donu. Od Saratova, hlavního města oblasti, je vzdálen přibližně 250 kilometrů západně.
Přes město vede železniční trať z Balašova přes Rtiščevo do Penzy, která byla uvedena do provozu v roce 1896.

## Dějiny
Vesnice Arkadak byla založena v roce 1721 a pojmenována podle řeky, u které leží. V roce 1939 získala status sídlo městského typu a v roce 1963 byla povýšena na město.